# Manoj Bajpai
Manoj Bajpai (ur. 23 kwietnia 1969) – bollywoodzki aktor filmowy, znany z niekonwencjonalnych ról. Sławę i nagrody zdobył za rolę w filmie pod tytułem Satya w reżyserii Ram Gopala Varmy w 1998 roku. Urodził się w wiosce Belwa w stanie Bihar. Wykształcenie zdobył w Ramjas College i Delhi University w Delhi (trzykrotnie nieprzyjęty do National School of Drama in New Delhi). Aktor teatralny i telewizyjny debiutował w kinie w 27 roku życia w Królowej bandytów. Żonaty z aktorką Shabaną Khan znaną jako Neha, która wystąpiła z nim w filmie Fiza i Kareb. Nagradzany za role w Satya, Pinjar, Aks, Zubeidaa i Veer-Zaara. 5 nagród, 7 nominacji.
Do Mumbaju przybył z Delhi po raz pierwszy w 1984 roku z uliczną trupą teatralną wystawiającą sztuki na tematy społeczno-polityczne. Planuje własną produkcję filmu na temat sytuacji muzułmanów w Indiach.
Występował u boku takich aktorek jak Tabu, Urmila Matondkar, Antara Mali, Raveena Tandon, Karisma Kapoor, Dia Mirza, Juhi Chawla i sióstr Shilpa Shetty i Shamita Shetty.
Partnerował takim aktorom jak Amitabh Bachchan, Shah Rukh Khan, Hrithik Roshan, Vivek Oberoi, Anil Kapoor, czy Akshay Kumar.
Wraz z Naseeruddin Shahem gra typ bohaterów, alternatywnych dla bollywoodzkich macho. Mimo wysokich ocen krytyków i nagród za role – niedoceniony komercyjnie. Aktualnie mieszka w Mumbaju w dzielnicy Lokhandwala.

## Filmografia
| Rok   | Film                            | Rola                                   | Uwagi |
| 1990s | 1990s                           | 1990s                                  | 1990s |
| ----- | ------------------------------- | -------------------------------------- | --- |
| 2009  | Za kratami (Jail)               |                                        | reż. Madhur Bhandarkar (Page 3) |
| 2008  | Rajneeti                        |                                        | reż. Prakash Jha (Apaharan) – zapowiedziany |
| 2008  | Nilami                          |                                        | reż. E Niwas – zapowiedziany |
| 2008  | Acid Factory                    |                                        | |
| 2008  | Jugaad                          |                                        | |
| 2008  | Money Hai Toh Honey Hai         | Lala Bhai                              | w produkcji |
| 2008  | 90 Minutes                      | trener zespołu piłki nożnej            | reż. Padmini Kapilla |
| 2007  | Dus Kahaniyaan                  | Saahil                                 | część „Zahir” |
| 2007  | Swami                           | Swami                                  | |
| 2007  | 1971                            | Major Suraj Singh                      | |
| 2006  | The Whisperers                  | Sunny                                  | |
| 2006  | Happy                           |                                        | |
| 2005  | Fareb                           | Aditya                                 | |
| 2005  | Bewafaa                         | Dil Arora                              | |
| 2005  | Return to Rajapur               | Jai Singh                              | |
| 2004  | Inteqam: The Perfect Game       | oficer policji Uday Dhirendra Thakur   | |
| 2004  | Veer-Zaara                      | Razaa Shirazi (gościnnie)              | |
| 2004  | Jaago                           | inspektor Krupa Shankar Thakur         | |
| 2004  | Hanan                           | Pagla/Shamsher                         | |
| 2003  | LOC Kargil                      | grenadier Yogender Singh Yadav         | nominacja do Nagrody Filmfare dla Najlepszego Aktora Drugoplanowego |
| 2003  | Pinjar                          | Rashid                                 | nominacja do Nagrody Screen Weekly dla Najlepszego Aktora Drugoplanowego |
| 2002  | Road                            | Babu                                   | nominacja do Nagrody Filmfare za Najlepszą Rolę Negatywną, nominacja do Nagrody Screen Weekly za Najlepszą Rolę Negatywną                                                                                        |
| 2001  | Aks                             | Raghavan Ghatge                        | Nagroda Zee Cine za Najlepszą Rolę Negatywną, Nagroda Screen Weekly za Najlepszą Rolę Negatywną nominacja do Nagrody IIFA za Najlepszą Rolę Negatywną, nominacja do Nagrody Filmfare za Najlepszą Rolę Negatywną |
| 2001  | Zubeidaa                        | Maharaja Vijayendra Singh (Victor)     | |
| 2001  | Panchhi                         |                                        | |
| 2000  | Ghaath                          | Krishna Patil                          | także śpiew w playbacku |
| 2000  | Dil Pe Mat Le Yaar              | Ram Saran Pandey                       | |
| 2000  | Fiza                            | Murad Khan (gościnnie)                 | nominacja do Nagrody IIFA za Najlepszą Rolę Negatywną |
| 1999  | Shool                           | Samar Pratap Singh                     | Nagroda Filmfare Krytyków dla Najlepszego Aktora |
| 1999  | Kaun                            | Sameer A. Purnavale                    | |
| 1999  | Prem Katha                      | Sankaram                               | |
| 1998  | Dushman                         |                                        | |
| 1998  | Satya                           | Bhiku Mhatre                           | Nagroda Filmfare Krytyków dla Najlepszego Aktora, Nagroda Screen Weekly dla Najlepszego Aktora Drugoplanowego |
| 1997  | Daud: Fun on the Run            | Pushkar                                | |
| 1997  | Tamanna                         | Salim                                  | |
| 1996  | Dastak                          | Seychelles inspektor Avinash Bannerjee | |
| 1996  | Badalte Rishte                  | Arvind Verma                           | TV serial |
| 1996  | Sanshodhan                      | Bhanwar                                | |
| 1995  | Swabhimaan                      | Sunil                                  | TV series |
| 1994  | Królowa bandytów (Bandit Queen) | Man Singh                              | |
| 1994  | Droh Kaal                       | Anand                                  | jako Manoj Vajpayee |